# 袁贵人 (北魏)
袁贵人（?—?），中国南北朝北魏孝文帝元宏的贵人，她是京兆王元愉的生母。元愉在508年反对哥哥宣武帝元恪，自称皇帝，不久被杀。元愉的儿子元宝炬在535年在长安被宇文泰拥立为皇帝，即西魏文帝。